# Yellow Hole
Yellow Hole är en vik i Montserrat (Storbritannien). Den ligger i parishen Saint Peter, i den norra delen av Montserrat.